# Paul Schneider (pasteur)
 (janvier 2009).
Pour les articles homonymes, voir Paul Schneider et Schneider.

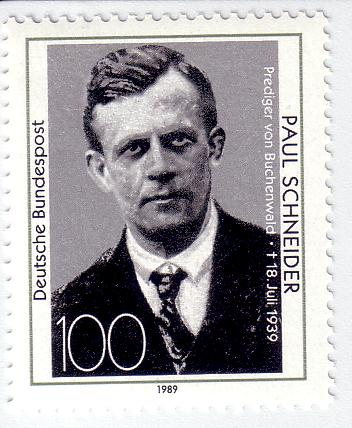
Pasteur Paul Schneider

Paul Robert Schneider (né le 29 août 1897 à Pferdsfeld (Bad Sobernheim, Province de Rhénanie) près de Bad Sobernheim sur Nahe ; mort 18 juillet 1939 à Buchenwald près de Weimar) était un pasteur protestant et martyr chrétien allemand.

## Biographie

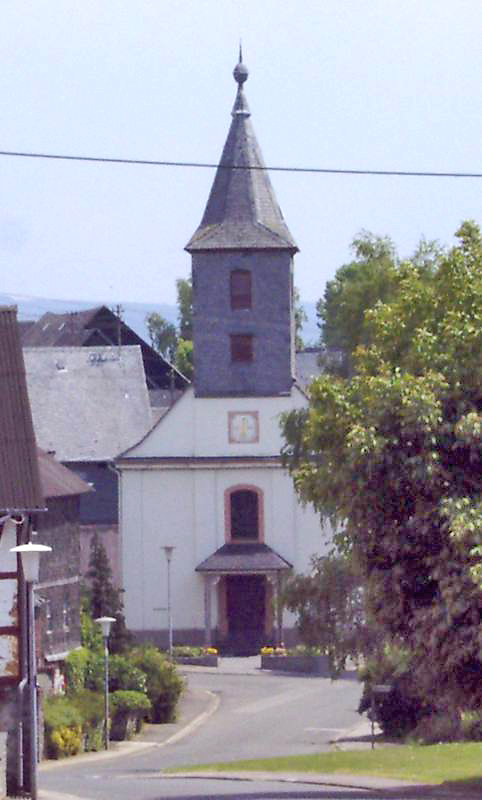
Womrath, église réformée ; édifiée 1773-1774

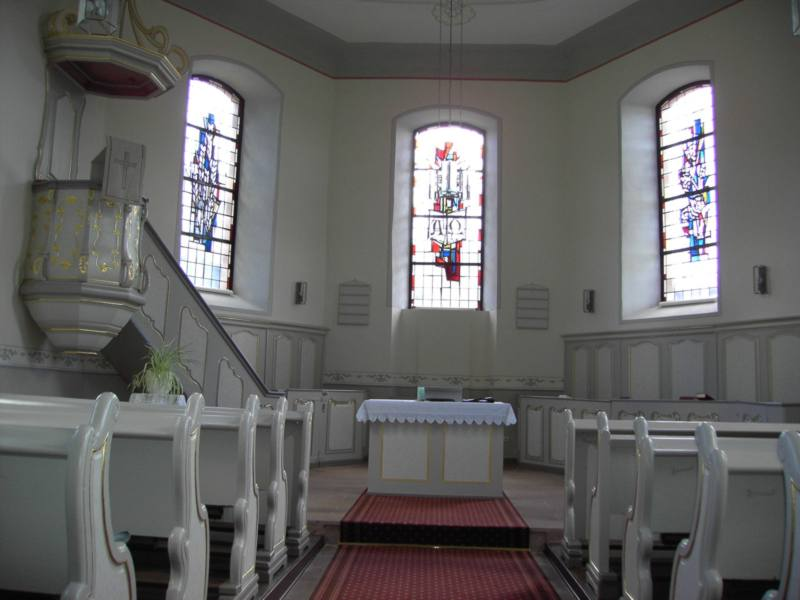
Womrath, église réformée : vue de l'intérieur

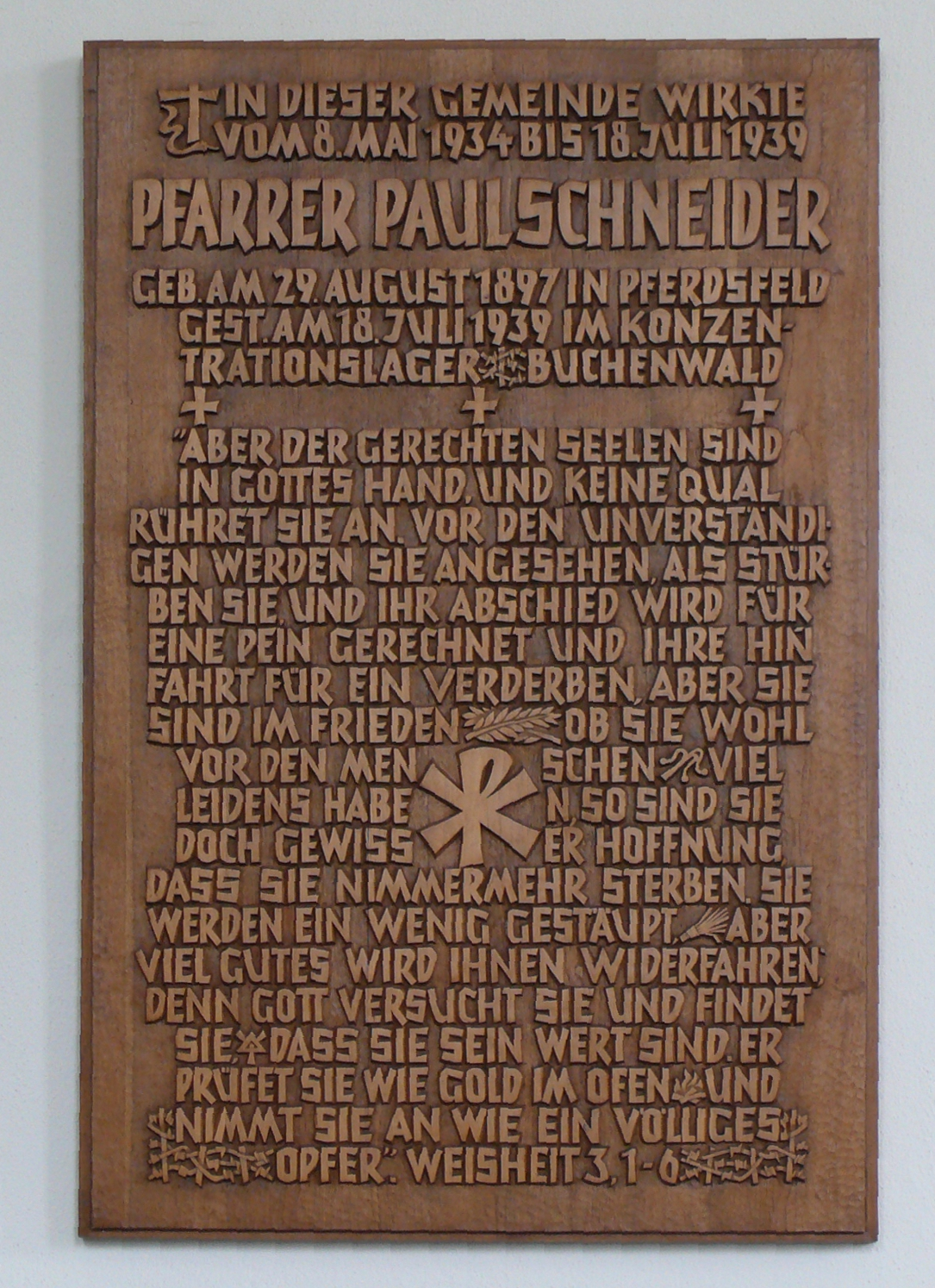
Womrath, église réformée : la plaque commémorative au pasteur Paul Schneider

Le pasteur Paul Schneider est né à Pferdsfeld ; il vint à Hochelheim (près de Wetzlar) avec ses parents à l'âge de douze ans. C'est là qu'il fut confirmé par son père, le pasteur Gustav Adolf Schneider, en 1912. Après la fin de la guerre, Schneider commence à étudier la théologie protestante à Giessen, à la demande de son père, et à Tübingen. Tout comme son père, il adhère au Gießener Wingolf (de), une association d'étudiants chrétiens et non bagarreurs. Son espoir que l'adhésion l'aiderait à lutter contre sa tendance à se replier sur lui-même et qu'elle lui ferait perdre son insécurité sociale ne s'est pas réalisé. Sa critique des habitudes d'alcool du Marburger Wingolf (de), dont il est également membre, l'a conduit à démissionner au bout d'un an.
Il travaillait dans une aciérie à Dortmund, s'occupait des gens sans domicile et / ou des chômeurs à Berlin.
Quand, en 1926, son père mourut, il fut nommé pasteur des paroisses de Hochelheim et Dornholzhausen. Jusqu'à 1933, Paul Schneider et son épouse Margarete, née Dieterich - mariés depuis 1926 - s'occupèrent de ces deux paroisses. Durant cette période, ils fondèrent une organisation d'assistance pour les femmes et pour les gens sans domicile et montèrent un centre pour jeunes. Il devint membre du Pfarrernotbund, qui deviendra plus tard L'Église confessante allemande.
Après la prise du pouvoir par Hitler, Paul Schneider se rendit très vite compte que l'église de Jésus entrerait inévitablement en conflit avec le régime nazi qui mettait en question l'autorité absolue de Dieu. Lui-même vivait sans crainte en obéissant exclusivement à Dieu. Il était de plus en plus évident qu'un compromis avec les nazis était hors de question. À partir de septembre 1933 se produisirent les premiers affrontements contre le NSDAP, des représentants de l'Église à Hochelheim et la direction de l'Église Protestante de la Rhénanie ; c'est pourquoi il fut nommé à un autre poste.
À partir du 8 mai 1934 il devient pasteur des paroisses protestantes reformées de Dickenschied et de Womrath (Hunsrück). Juste après son entrée en fonction, eut lieu un scandale pendant l'enterrement d'un jeune nazi. Il fut pour la première fois arrêté et emprisonné. Dès lors il fut espionné, accusé, interrogé et jeté plusieurs fois en prison. Lors de la fête d'action de grâces pour la récolte de 1937, il fut de nouveau arrêté et après deux mois passés dans la prison de la Gestapo à Coblence, il fut transféré au camp de concentration de Buchenwald près de Weimar, matricule no 2491.
Il aide, il console et il encourage les autres détenus. Comme il refuse d'ôter son calot pour saluer le drapeau à la croix gammée, pour l'anniversaire d'Adolf Hitler en 1938, il est envoyé au cachot. Il prêche par la fenêtre de sa cellule, encourage les autres détenus, et accuse la SS.
Les tortures et les supplices atroces, la privation de nourriture et de sommeil, même dans une cellule sans lumière, ne l'empêchèrent pas d'être père spirituel et messager de la parole de Dieu.
Le 18 juillet 1939, il fut définitivement réduit au silence par une injection de strophantine.

### Livres

#### Francophone
- Noyer, Philippe: Paul Schneider 1897-1939. Martyr de l’Eglise Confessante Allemande; Memoire de Maîtrise sur le Institut Protestant de Théologie (Faculté de Théologie Protestante) à Montpellier / Paris 1983 (Le manuscrit se trouve dans les bibliothèques de l’Institut Protestant de Théologie - Facultés libres de Montpellier et de Paris)

#### Autres langues
- Aichelin, Albrecht: Paul Schneider. Ein radikales Glaubenszeugnis gegen die Gewaltherrschaft des Nationalsozialismus; Gütersloh: Kaiser, 1994;  (ISBN 3-579-01864-7)
- Foster, Claude R. jr.: Paul Schneider, the Buchenwald apostle : a Christian martyr in Nazi Germany ; a sourcebook on the German Church struggle; Westchester, Pennsylvania: SSI Bookstore, West Chester University, 1995; (ISBN 1-887732-01-2)
- Foster, Claude R.: Paul Schneider. Seine Lebensgeschichte. Der Prediger von Buchenwald; traduit par Brigitte Otterpohl; Holzgerlingen: Hänssler, 2001;  (ISBN 3-7751-3660-6)
- Schneider, Margarete: Paul Schneider. Der Prediger von Buchenwald. Das Martyrium Paul Schneiders; Neuhausen/Stuttgart: Hänssler-Verlag, 41996,  (ISBN 3-7751-2274-5)
- Schneider, Margarete: Il predicatore di Buchenwald: il martirio del pastore Paul Schneider (1897-1939); traduit par Teresa Franzosi; Torino (Turin): Claudiana, 1996;  (ISBN 88-7016-245-1)
- Wentorf, Rudolf: Paul Schneider. Der Zeuge von Buchenwald; Gießen und Basel: Brunnen, ³1987;  (ISBN 3-7655-3810-8)
- Wentorf, Rudolf: Der Fall des Pfarrers Paul Schneider. Eine biographische Dokumentation; Neukirchen-Vluyn: Verlag des Neukirchener Erziehungsvereins, 1989;  (ISBN 3-7887-1327-5)

### Films
- Steinwender, Sabine : „Ihr Massenmörder – ich klage euch an“: Pfarrer Paul Schneider; Düsseldorf: Film-Funk-Fernsehzentrum / Medienverband der Evangelischen Kirche im Rheinland , 2001;
- Der Vater und wir. Das Erbe des Paul Schneider; Baden-Baden: Südwestfunk, 1997

### Diapositives
- Westermayer, Gerd; Ney, Heinz-Günther; Kosub, Harald: Paul Schneider. Der Prediger von Buchenwald; Weimar: Pfarrer-Paul-Schneider-Gesellschaft, 2005

### Autres Liens
- Renzo Giacomelli: Il Testimone – Il Pastore Luterano Tedesco Paul Schneider. Il “Predicatore Nel Bunker” Che Morì A Buchenwald